# Christine Lambrecht
Christine Lambrecht (Mannheim, 19 giugno 1965) è una politica tedesca, ministro della difesa dall'8 dicembre 2021 al 19 gennaio 2023 nel governo Scholz.

## Biografia
Lambrecht ha frequentato sino al 1984 l'Albertus-Magnus-Gymnasium a Viernheim, nello stato tedesco dell'Assia. Successivamente ha studiato giurisprudenza presso le Università di Mannheim e Magonza, dove si è laureata nel 1992 e ha completato uno stage presso il Tribunale di Stato di Darmstadt. 
Lambrecht è entrata a far parte della SPD nel 1982 ed è stata membro del consiglio comunale di Viernheim dal 1985 al 2001, di cui è stata presidente negli anni dal 1997 al 2001. Inoltre è stata membro del consiglio della contea di Bergstraße dal 1989 al 1997.